# Kim Jung-woo (ca sĩ)
Kim Jung-woo (Hangul: 김정우, Hanja: 金廷祐, Hán-Việt: Kim Đình Vũ, sinh ngày 19 tháng 2 năm 1998) là một nam ca sĩ người Hàn Quốc. Anh là thành viên của nhóm nhạc nam Hàn Quốc NCT, nhóm nhỏ NCT U, NCT 127 và NCT DoJaeJung do SM Entertainment thành lập và quản lý.

## Tiểu sử
Jungwoo sinh ngày 19 tháng 2 năm 1998 ở Sanbon-dong, Gunpo, tỉnh Gyeonggi. Anh sống ở đây đến năm 4 tuổi rồi theo gia đình chuyển đến định cư ở thành phố Gimpo. Jungwoo có một người chị gái sinh năm 1995.
Jungwoo trở thành thực tập sinh của SM Entertainment từ năm 2014 sau khi vượt qua Vòng Tuyển Chọn Thứ 7, được biết đến là một trong những vòng tuyển chọn khắc nghiệt nhất của công ty, và trong vòng 20 năm đến hiện tại, chỉ có dưới 10 thực tập sinh qua vòng tuyển chọn này được ra mắt với tư cách idol. Jungwoo hoàn toàn giấu kín quá trình làm thực tập sinh với các bạn của mình. Sau mỗi giờ học, anh đều chạy đến SM tập luyện, nhưng khi các bạn hỏi Jungwoo chỉ tiết lộ mình đang đi học nấu ăn.
Jungwoo tốt nghiệp trường Trung học Kỹ thuật Gimpo Jeil, ngành Kỹ sư cơ khí.

## Sự nghiệp

### 2017–2018: Thành viên SM Rookies
Tháng 4 năm 2017, Jungwoo được giới thiệu là thành viên của SM Rookies, một nhóm thực tập sinh của SM Entertainment. Anh đã có màn ra mắt bằng việc xuất hiện trong MV "Paper Umbrella" của tiền bối cùng công ty Yesung.
Ngày 4 tháng 5 năm 2017, kênh YouTube chính thức của SM Entertainment đã đăng tải video clip đầu tiên của Jungwoo.

### 2018–nay: Ra mắt với NCT, nhóm nhỏ NCT U và NCT 127
Ngày 30 tháng 1 năm 2018, Jungwoo được SM xác nhận sẽ cùng Lucas và Kun trở thành các thành viên tiếp theo của nhóm nhạc NCT. Ngày 18 tháng 2 năm 2018, anh chính thức ra mắt trong nhóm nhỏ NCT U của dự án nhóm nhạc nam NCT thông qua đĩa đơn "Boss".
Ngày 14 tháng 3 năm 2018, Jungwoo tiếp tục tham gia vào dự án kết hợp các thành viên của NCT, NCT 2018 Empathy.  Anh cùng 17 thành viên khác của NCT lúc bấy giờ  lđã lần đầu tiên xuất hiện cùng nhau trong MV "Black on Black".
Ngày 12 tháng 10 năm 2018, Jungwoo ra mắt trong vai trò là thành viên của nhóm nhỏ NCT 127, thông qua album phòng thu đầu tiên của NCT 127 "Regular-Irregular" 
Từ tháng 2 đến tháng 3 năm 2019, Jungwoo đã cùng NCT 127 tổ chức chuyến lưu diễn Nhật Bản đầu tiên tại các thành phố lớn: Osaka, Hiroshima, Sapporo, Fukuoka, Nagoya,... Ngày 17 tháng 4 năm 2019, Jungwoo đã chính thức ra mắt tại Nhật Bản thông qua album tiếng Nhật đầu tiên của NCT 127 Awaken.
Vào đầu tháng 8 năm 2019, sau "SM Town Tokyo Concert", SM Entertainment đã thông báo anh tạm dừng các hoạt động cùng nhóm vì lý do sức khỏe. Jungwoo đã tạm vắng mặt trong một loạt các sự kiện của NCT 127 nửa cuối năm 2019.
Tháng 3 năm 2020, anh trở lại cùng NCT 127 với album phòng thu thứ hai của nhóm, Neo Zone.
Từ ngày 12 tháng 10 đến 23 tháng 11 năm 2020, Jungwoo cùng 22 thành viên của NCT cho ra mắt 2 phần của full album Resonance, lần lượt là NCT Resonance Pt.1. và NCT Resonance Pt.2, thuộc dự án NCT 2020. Vào ngày 4 tháng 12 năm 2020, nhóm phát hành MV cho đĩa đơn cuối cùng của album, "Resonance".
Jungwoo hiện là người dẫn chương trình cho Show! Music Core, chương trình âm nhạc hàng tuần của đài MBC, bắt đầu từ tháng 8 năm 2021.

## Phim đã tham gia

### Video âm nhạc
| Năm  | Tên bài hát    | Nghệ sĩ | Vai trò   |
| ---- | -------------- | ------- | --------- |
| 2017 | Paper Umbrella | Yesung  | Diễn viên |

### Chương trình truyền hình
| Năm  | Tên chương trình                     | Kênh/Đài truyền hình | Vai trò                                         | Note                                                          |
| ---- | ------------------------------------ | -------------------- | ----------------------------------------------- | ------------------------------------------------------------- |
| 2018 | Weekly Idol                          | MBC every 1          | Khách mời (cùng 17 thành viên NCT)              | tập 347                                                       |
| 2018 | Jimmy Kimmel Live!                   | ABC                  | Khách mời (cùng NCT 127)                        |                                                               |
| 2018 | Idol Room                            | JTBC                 | Khách mời (cùng NCT 127)                        | tập 23                                                        |
| 2018 | Weekly Idol                          | MBC every 1          | Khách mời (cùng NCT 127)                        | tập 378                                                       |
| 2019 | Weekly Idol                          | MBC every 1          | Khách mời (cùng Taeyong, Doyoung)               | tập 389                                                       |
| 2019 | Idol Star Athletics Championships    | MBC                  | Thí sinh (cùng NCT 127)                         |                                                               |
| 2019 | The Late Late Show Wtih James Corden | CBS                  | Khách mời (cùng NCT 127)                        |                                                               |
| 2019 | Weekly Idol                          | MBC every 1          | Khách mời (cùng NCT 127)                        | tập 410                                                       |
| 2020 | After Mom Falls Asleep               | Piki Pictures        | Khách mời (cùng Johnny, Doyoung, Yuta, Haechan) |                                                               |
| 2020 | MMTG                                 | 문명특급 - MMTG      | Khách mời (cùng Johnny, Jaehyun, Doyoung)       | tập 102, 103                                                  |
| 2020 | Weekly Idol                          | MBC every 1          | Khách mời (cùng NCT 127)                        | tập 452, 453                                                  |
| 2020 | Boatta                               | KBS Kpop             | Khách mời (cùng NCT 127)                        | tập 12                                                        |
| 2020 | Suspicious Series                    | dingo music          | Khách mời (cùng Mark)                           |                                                               |
| 2020 | Weekly Idol                          | MBC every 1          | Khách mời (cùng NCT 127)                        | tập 462                                                       |
| 2020 | Idol on Quiz                         | KBS World            | Khách mời (cùng Doyoung, Haechan, Chenle)       |                                                               |
| 2021 | Show! Music Core                     | MBC                  | Dẫn chương trình                                | cùng với Lee Know (Stray Kids), Minju (cựu thành viên Iz*One) |